# Siêu anh hùng

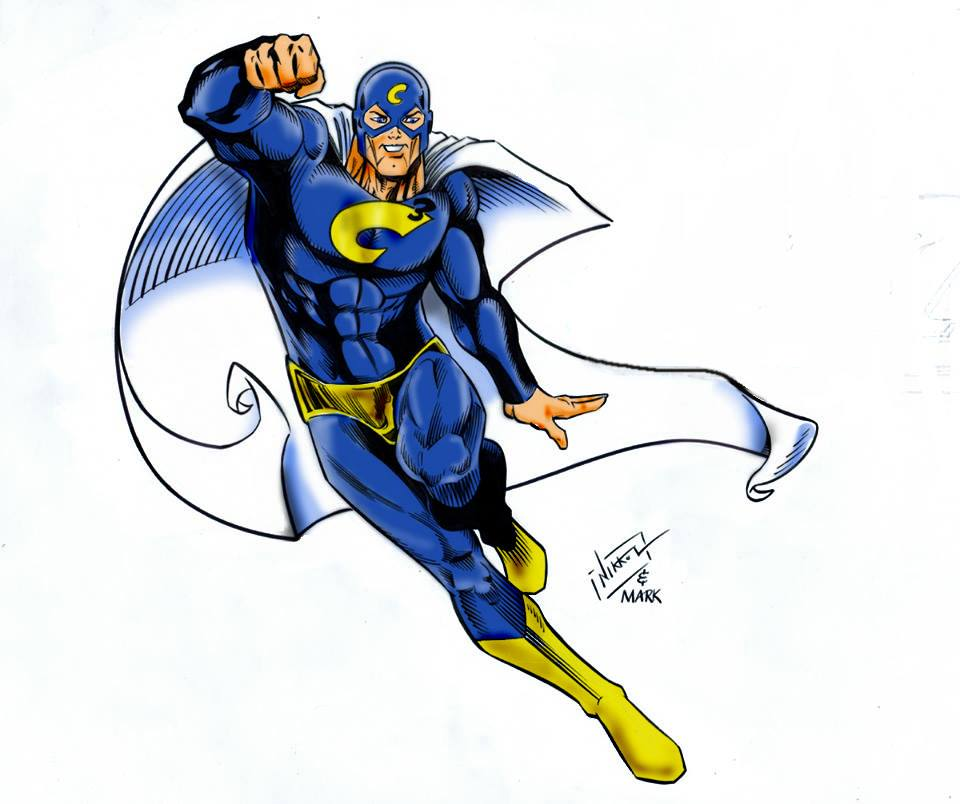
Linh vật siêu anh hùng cho Connecticut ComiCONN.

Siêu anh hùng (tiếng Anh: superhero) nữ siêu anh hùng (tiếng Anh: superheroine) là một nhân vật sở hữu siêu năng lực, những khả năng vượt xa người thường và phù hợp với vai trò của anh hùng, thường sử dụng sức mạnh của mình để giúp thế giới trở nên tốt đẹp hơn hoặc cống hiến hết mình để bảo vệ công lý và chống tội phạm. Tiểu thuyết về siêu anh hùng là thể loại tiểu thuyết tập trung vào các nhân vật như vậy, đặc biệt, kể từ những năm 1930, trong truyện tranh Mỹ (và sau đó là trong các bộ phim Hollywood, phim dài tập, truyền hình và trò chơi điện tử), cũng như trên các phương tiện truyền thông Nhật Bản (bao gồm kamishibai, tokusatsu, manga, anime và trò chơi điện tử).
Các siêu anh hùng đến từ nhiều nguồn gốc và hoàn cảnh khác nhau. Một số siêu anh hùng (ví dụ: Người Dơi và Người Sắt) có được địa vị của họ nhờ công nghệ tiên tiến mà họ tạo ra và sử dụng, trong khi những người khác (chẳng hạn như Siêu Nhân và Người Nhện) sở hữu sinh học phi phàm hoặc siêu phàm hoặc học tập và thực hành phép thuật để đạt được khả năng của họ (chẳng hạn như Zatanna và Doctor Strange). Trong khi định nghĩa của Dictionary.com về "siêu anh hùng" là "một nhân vật, đặc biệt là trong truyện tranh hoặc phim hoạt hình, được phú cho sức mạnh siêu phàm và thường được miêu tả là chiến đấu chống lại cái ác hoặc tội ác", từ điển Merriam-Webster lâu đời đưa ra định nghĩa là" một anh hùng hư cấu có sức mạnh phi thường hoặc siêu phàm; cũng: một người đặc biệt khéo léo hoặc thành công." Các thuật ngữ như chiến binh tội phạm đeo mặt nạ, nhà thám hiểm mặc trang phục hoặc cảnh sát đeo mặt nạ đôi khi được sử dụng để chỉ các nhân vật như Spirit, người có thể không được gọi rõ ràng là siêu anh hùng nhưng vẫn có ý nghĩa tương tự các tính trạng.
Một số siêu anh hùng sử dụng sức mạnh của họ để giúp chống lại tội phạm hàng ngày trong khi cũng chống lại các mối đe dọa chống lại nhân loại từ các siêu ác nhân, những người đồng cấp tội phạm của họ. Thường thì ít nhất một trong những siêu anh hùng này sẽ là kẻ thù không đội trời chung hoặc kẻ thù không đội trời chung của các siêu anh hùng. Một số siêu ác nhân phổ biến trở thành nhân vật định kỳ theo đúng nghĩa của họ. Các siêu anh hùng và nữ siêu anh hùng lâu đời như Người Dơi, Siêu Nhân, Wonder Woman, Người Nhện, Captain America và Người Sắt có một đội ngũ gồm nhiều nhân vật phản diện như vậy.

## Lịch sử

### Những năm 1900-1939

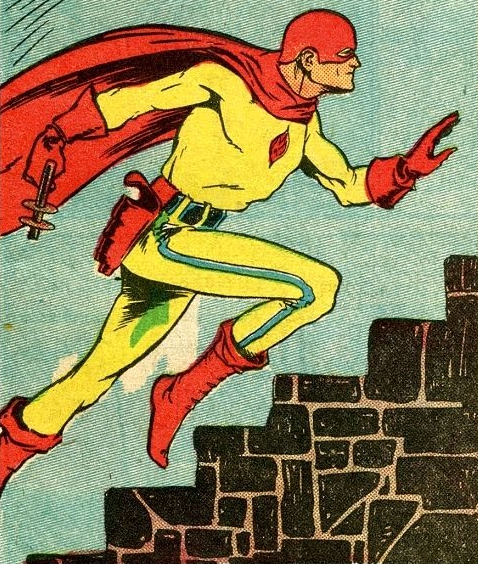
Superhero Flame của Fox Feature Syndicate trong những năm 1930-1940

Từ "siêu anh hùng" xuất hiện từ năm 1899. Các nguồn gốc của kiểu mẫu này bao gồm các nhân vật thần thoại như Gilgamesh, Hanuman, Perseus, Odysseus, David, và các vị thần nữa như Heracles, cũng như các anh hùng dân gian như Robin Hood, người phiêu lưu trong trang phục độc đáo. Các nguồn cảm hứng thực tế đằng sau các siêu anh hùng mặc trang phục có thể được truy vết ngược lại các "công lý đeo mặt nạ" của miền Tây Mỹ như San Diego Vigilantes và Bald Knobbers, đã chiến đấu và giết chết những tên tội phạm trong khi đội mặt nạ. Nhân vật Pháp L'Oiselle, được tạo ra vào năm 1909, có thể được coi là một nữ siêu anh hùng.
Trong những năm 1930, các xu hướng hội tụ thành một số anh hùng mặc trang phục có siêu năng lực sớm nhất, như Ōgon Bat của Nhật Bản (1931) và Hoàng tử Gamma (đầu những năm 1930), xuất hiện lần đầu tiên trong kamishibai (loại phương tiện kết hợp hình ảnh với câu chuyện truyền miệng), Mandrake the Magician (1934), Olga Mesmer (1937) và sau đó là Superman (1938) và Captain Marvel (1939) vào đầu thời kỳ Vàng của Truyện tranh, mà thời gian kéo dài của nó, mặc dù có sự tranh cãi, được chấp nhận là bắt đầu với sự ra mắt của Superman. Superman đã vẫn là một trong những siêu anh hùng được nhận biết nhất, và thành công của anh đã tạo ra một kiểu mẫu mới của các nhân vật với bí danh bí mật và siêu năng lực. Vào cuối thập kỷ, vào năm 1939, Batman được tạo ra bởi Bob Kane và Bill Finger.

### Những năm 1940
Trong thập kỷ 1940, có rất nhiều siêu anh hùng: The Flash, Green Lantern và Blue Beetle ra mắt trong thời kỳ này. Thời kỳ này chứng kiến sự ra đời của một trong những nữ siêu anh hùng sớm nhất, nhân vật Fantomah của nhà văn-nghệ sĩ Fletcher Hanks, một người phụ nữ Ai Cập cổ đại không tuổi trong thời hiện đại có thể biến hình thành một sinh vật với khuôn mặt hình sọ và siêu năng lực để chiến đấu với ác. Cô ra mắt trong Jungle Comic số 2 (tháng 2 năm 1940) của Fiction House, được ghi nhận dưới bút danh giả "Barclay Flagg". Invisible Scarlet O'Neil, một nhân vật không mặc trang phục chiến đấu với tội phạm và kẻ phá hoại trong chiến tranh bằng siêu năng lực vô hình do Russell Stamm tạo ra, ra mắt trong truyện tranh báo The Spirit Section của Hội báo vào ngày 3 tháng 6 năm 1940.
Năm 1940, Maximo the Amazing Superman ra mắt trong Big Little Book series, do Russell R. Winterbotham (văn bản), Henry E. Vallely và Erwin L. Hess (họa).
Captain America cũng xuất hiện lần đầu trên trang giấy vào tháng 12 năm 1940, một năm trước cuộc tấn công vào Pearl Harbor của chính phủ Nhật Bản, khi Mỹ vẫn ở trong tình trạng cô lập. Siêu anh hùng này do Joe Simon và Jack Kirby tạo ra, và anh ta là biểu tượng vật chất của tinh thần Mỹ trong Thế chiến II.
Một nhân vật siêu năng lực được miêu tả là một nhân vật phản anh hùng, một sự hiếm thấy trong thời đại này: Black Widow, một đại sứ của Satan mặc trang phục giết người ác để đưa họ vào Địa ngục - ra mắt trong Mystic Comics số 4 (tháng 8 năm 1940), do Timely Comics phát hành, tiền thân của Marvel Comics trong thập kỷ 1940. Hầu hết các nữ anh hùng mặc trang phục khác trong thời kỳ này đều thiếu siêu năng lực. Những nhân vật đáng chú ý bao gồm The Woman in Red, ra mắt trong Thrilling Comics số 2 của Standard Comics (tháng 3 năm 1940); Lady Luck, xuất hiện trong phần truyện tranh báo The Spirit Section vào ngày 2 tháng 6 năm 1940; nhân vật hài hước Red Tornado, xuất hiện trong All-American Comics số 20 (tháng 11 năm 1940); Miss Fury, ra mắt trong dải truyện tranh cùng tên của họa sĩ nữ Tarpé Mills vào ngày 6 tháng 4 năm 1941; Phantom Lady, ra mắt trong Police Comics số 1 của Quality Comics (tháng 8 năm 1941); Black Cat, ra mắt trong Pocket Comics số 1 của Harvey Comics (cũng vào tháng 8 năm 1941); và Black Canary, ra mắt trong Flash Comics số 86 (tháng 8 năm 1947) với vai trò một nhân vật phụ. Nhân vật siêu anh hùng nữ nổi tiếng nhất trong truyện tranh, ra mắt trong Thời kỳ Vàng, là Wonder Woman. Được tạo hình dựa trên truyền thuyết về Nữ chiến binh Amazon trong thần thoại Hy Lạp, cô được tạo ra bởi nhà tâm lý học William Moulton Marston, với sự giúp đỡ và truyền cảm hứng từ vợ ông Elizabeth và người tình chung polyamory của họ Olive Byrne. Lần xuất hiện đầu tiên của Wonder Woman là trong All Star Comics số 8 (tháng 12 năm 1941), được xuất bản bởi All-American Publications, một trong hai công ty sáp nhập để tạo ra DC Comics vào năm 1944.
Pérák là một truyền thuyết đô thị bắt nguồn từ thành phố Prague trong thời kỳ độc quyền Đức tại Tiệp Khắc giữa cuộc Chiến tranh Thế giới II. Sau chiến tranh, Pérák cũng được miêu tả là siêu anh hùng duy nhất của Cộng hòa Séc trong phim và truyện tranh.

### Những năm 1950
Năm 1952, bộ truyện tranh Tetsuwan Atom của Osamu Tezuka, được biết đến nhiều hơn ở phương Tây với tên gọi Astro Boy, được xuất bản. Câu chuyện tập trung vào một cậu bé robot được một nhà khoa học xây dựng để thay thế cho con trai đã qua đời. Với việc được xây dựng từ một robot chưa hoàn chỉnh ban đầu dùng cho mục đích quân sự, Astro Boy sở hữu những siêu năng lực tuyệt vời như bay bằng cách sử dụng động cơ tên lửa trong chân và sức mạnh cơ học đáng kinh ngạc của cánh tay.
Những năm 1950 chứng kiến sự bùng nổ của Thời kỳ Bạc trong truyện tranh. Trong thời kỳ này, DC ra mắt những nhân vật như Batwoman vào năm 1956, Supergirl, Miss Arrowette, và Bat-Girl; tất cả đều là những phiên bản nữ của các siêu anh hùng nam đã thành công.
Năm 1957, tại Nhật Bản, Shintoho sản xuất loạt phim đầu tiên với nhân vật siêu anh hùng Super Giant, đánh dấu sự dịch chuyển trong văn hóa phổ biến Nhật Bản từ siêu anh hùng che mặt tokusatsu sang quái vật khổng lồ kaiju. Cùng với Astro Boy, các bộ phim liên tiếp về Super Giant đã có ảnh hưởng sâu sắc đến truyền hình Nhật Bản. Năm 1958 chứng kiến sự ra mắt của siêu anh hùng Moonlight Mask trên truyền hình Nhật Bản. Đây là bộ phim siêu anh hùng truyền hình đầu tiên trong loạt các chương trình tokusatsu. Bộ phim được tạo ra bởi Kōhan Kawauchi, và anh tiếp tục thành công của nó bằng việc thực hiện các chương trình siêu anh hùng tokusatsu khác như Seven Color Mask (1959) và Messenger of Allah (1960), cả hai đều có sự tham gia của Sonny Chiba khi còn trẻ.

### Những năm 1960
Có thể nói rằng nhóm siêu anh hùng của Marvel Comics vào đầu những năm 1960 đã mang đến một bộ sưu tập siêu anh hùng lớn nhất từ trước đến nay, với những nhân vật như Spider-Man (1962), The Hulk, Iron Man, Daredevil, Nick Fury, The Mighty Thor, The Avengers (bao gồm Captain America đã được làm mới, Thor, Hulk, Ant-Man, Quicksilver), và nhiều nhân vật khác đã có những bộ truyện riêng hàng tháng.
Thông thường, nhóm siêu anh hùng thường có ít nhất một thành viên nữ (và thường là duy nhất), tương tự như nhóm siêu anh hùng đại diện của DC là Justice League of America (danh sách thành viên ban đầu bao gồm Wonder Woman với tư cách là nữ đại diện duy nhất); ví dụ bao gồm Invisible Girl của Fantastic Four, Jean Grey (ban đầu được biết đến với tên Marvel Girl) của X-Men, Wasp của Avengers, và Scarlet Witch của Brotherhood of Mutants (sau này gia nhập Avengers) cùng với anh trai Quicksilver.
Năm 1963, Astro Boy đã được chuyển thể thành một loạt phim truyền hình anime ảnh hưởng mạnh mẽ. Phantom Agents năm 1964 tập trung vào những ninja làm việc cho chính phủ Nhật Bản và đã trở thành cơ sở cho các loạt phim dạng Sentai. Năm 1966, loạt phim khoa học viễn tưởng/kinh dị Ultra Q do Eiji Tsuburaya sáng tạo đã dẫn đến phần tiếp theo Ultraman, mở đường cho một franchise thành công tiên phong trong thể loại siêu anh hùng Kyodai Hero, nơi các siêu anh hùng có kích thước bằng với những con quái vật khổng lồ (kaiju) mà họ chiến đấu.
Quái vật kaiju Godzilla, ban đầu là một nhân vật ác, bắt đầu được mô phỏng như một siêu anh hùng phóng xạ trong các bộ phim Godzilla, bắt đầu từ bộ phim Ghidorah, the Three-Headed Monster (1964). Đến những năm 1970, Godzilla đã được coi là một siêu anh hùng, và tạp chí King of the Monsters năm 1977 miêu tả Godzilla là "Siêu anh hùng của thập kỷ 70."

### Những năm 1970
Vào năm 1971, bộ phim Kamen Rider đã gây ra một cơn sốt "Henshin Boom" trên truyền hình Nhật Bản trong những năm đầu thập kỷ 1970, ảnh hưởng sâu sắc đến thể loại siêu anh hùng tokusatsu tại Nhật Bản. Năm 1972, bộ anime Science Ninja Team Gatchaman ra mắt, xây dựng trên ý tưởng của nhóm siêu anh hùng trong bộ phim Phantom Agents và giới thiệu các thành viên nhóm có màu sắc khác nhau và phương tiện đặc biệt để hỗ trợ, các phương tiện này còn có thể kết hợp thành một phương tiện lớn hơn. Một sự kiện quan trọng khác là sự ra đời của bộ truyện tranh Mazinger Z của Go Nagai, tạo nên thể loại Siêu Robot. Go Nagai cũng viết manga Cutey Honey vào năm 1973; mặc dù thể loại Cô gái ma thuật đã tồn tại từ trước, manga của Nagai giới thiệu các phân đoạn biến hình trở thành một yếu tố quan trọng trong phương tiện truyền thông của Cô gái ma thuật.
Những năm 1970 chứng kiến sự xuất hiện nhiều siêu anh hùng phản diện trong văn học siêu anh hùng, ví dụ như sự ra đời của Skull Man (cơ sở cho Kamen Rider sau này) của Shotaro Ishinomori vào năm 1970, Devilman của Go Nagai vào năm 1972 và Punisher của Gerry Conway và John Romita vào năm 1974.
Bộ manga tối tăm Skull Man sau này được chuyển thể thành phim truyền hình và đã trải qua những thay đổi đáng kể. Nhân vật được thiết kế lại để trông giống châu chấu, trở thành anh hùng che mặt đầu tiên nổi tiếng trong loạt phim Kamen Rider. Kamen Rider là một anh hùng cưỡi mô-tô trong trang phục giống côn trùng, và khi hô to Henshin (Biến hình), anh ta sẽ mặc bộ trang phục và có được siêu năng lực.
Các ý tưởng của phong trào nữ quyền lượt sóng thứ hai, lan truyền từ những năm 1960 đến những năm 1970, đã có ảnh hưởng lớn đến cách các công ty truyện tranh miêu tả và tiếp thị nhân vật nữ của họ: Wonder Woman đã được tái tạo trong một phiên bản trang phục hiện đại được lấy cảm hứng từ nhân vật Emma Peel trong bộ phim truyền hình Anh Quốc The Avengers (không liên quan đến nhóm siêu anh hùng cùng tên), nhưng sau đó trở lại ý tưởng ban đầu của Marston sau khi các biên tập viên của tạp chí Ms. công khai phản đối việc làm mất quyền lực của nhân vật và không mặc trang phục truyền thống của cô; Supergirl được chuyển từ vai phụ trên Action Comics để trở thành nhân vật chính trên Adventure Comics vào năm 1969; nhóm Lady Liberators xuất hiện trong một số truyện của The Avengers dưới hình thức một nhóm nữ anh hùng bị kiểm soát tinh thần, do Valkyrie (thực chất là một nhân vật siêu ác đã cải trang) dẫn đầu và được coi như một sự châm biếm về các hoạt động nữ quyền; và Jean Grey trở thành hiện thân của một sinh vật vũ trụ được biết đến với tên gọi Phoenix Force, sở hữu sức mạnh vô tận vào cuối những năm 1970, trái ngược hoàn toàn với cách cô được miêu tả là thành viên yếu nhất trong nhóm của mình cách đây mười năm.
Cả hai nhà xuất bản lớn của Mỹ đã bắt đầu giới thiệu những siêu anh hùng nữ mới mang một thông điệp nữ quyền rõ ràng trong câu chuyện nguồn gốc hoặc phát triển nhân vật. Ví dụ bao gồm Big Barda, Power Girl và the Huntress của DC Comics; và từ Marvel, Black Widow thứ hai, Shanna the She-Devil và The Cat. Những nhân vật nữ đồng hành đã thành công, là những chuyên gia chuyên nghiệp hoặc giữ vị trí quyền lực trong bản thân từ những năm 1950 trở đi: Carol Ferris, người yêu của Hal Jordan, được giới thiệu là Phó Chủ tịch Ferris Aircraft và sau đó tiếp quản công ty từ cha mình; Medusa, người được giới thiệu lần đầu trong loạt truyện Fantastic Four, là thành viên trong Gia đình Hoàng gia Inhuman và là một nhà chính trị nổi tiếng trong xã hội phong kiến của dân tộc; và Carol Danvers, một sĩ quan được trang bị ở Không quân Hoa Kỳ, sau này sẽ trở thành một siêu anh hùng mặc bộ trang phục của mình.
Năm 1975, bộ phim Himitsu Sentai Gorenger của Shotaro Ishinomori ra mắt trên TV Asahi, mang đến các khái niệm về nhóm đa màu sắc và phương tiện hỗ trợ xuất hiện trong Gatchaman vào thực tế, và khởi đầu cho thương hiệu Super Sentai (sau này được chuyển thể thành loạt phim Power Rangers của Mỹ vào những năm 1990). Năm 1978, Toei chuyển thể Spider-Man thành một loạt phim truyền hình Nhật Bản. Trong thực tại này, Spider-Man có một phương tiện gọi là Marveller có thể biến thành một robot khổng lồ và mạnh mẽ được gọi là Leopardon, ý tưởng này sẽ được đưa vào Battle Fever J của Toei (cũng được cộng tác với Marvel) và bây giờ các nhóm đa màu sắc không chỉ có phương tiện hỗ trợ mà còn có robot khổng lồ để chiến đấu với quái vật khổng lồ.

### 1980–nay
Trong những thập kỷ tiếp theo, các nhân vật phổ biến như Dazzler, She-Hulk, Elektra, Catwoman, Witchblade, Spider-Girl, Batgirl và Birds of Prey trở thành những ngôi sao của các tạp chí mang tên riêng kéo dài. Nhân vật nữ bắt đầu đảm nhận vai trò lãnh đạo trong nhiều nhóm siêu anh hùng; series Uncanny X-Men và các tạp chí phụ liên quan đặc biệt đã bao gồm nhiều nhân vật nữ có vai trò quan trọng từ những năm 1970. Volume 4 của series truyện tranh X-Men có một nhóm toàn nữ là một phần của sáng kiến đánh dấu thương hiệu Marvel NOW! vào năm 2013. Các nhân vật nữ có siêu năng lực như Buffy the Vampire Slayer và Darna đã có ảnh hưởng to lớn đến văn hóa phổ biến ở các quốc gia nguồn gốc của họ.
Với sự dịch chuyển và chuyển thể ngày càng nhiều anime, manga và tokusatsu, khán giả phương Tây đã bắt đầu trải nghiệm những phong cách siêu anh hùng của Nhật Bản nhiều hơn trước đây. Mighty Morphin Power Rangers của Saban, một phiên bản chuyển thể từ Zyuranger, đã tạo ra một thương hiệu truyền thông sử dụng cảnh quay từ Super Sentai. Trên quốc tế, nhân vật truyện tranh Nhật Bản Sailor Moon được công nhận là một trong những nữ siêu anh hùng quan trọng và phổ biến nhất từng được tạo ra.

## Tình trạng thương hiệu
Hầu hết các định nghĩa từ điển và cách sử dụng thông thường của thuật ngữ không giới hạn trong các nhân vật của bất kỳ công ty cụ thể nào.
Tuy nhiên, các biến thể của thuật ngữ "Siêu anh hùng" hoặc "Superhero" được DC Comics và Marvel Comics đồng nhất như các thương hiệu đã được đăng ký. Đăng ký nhãn hiệu "Super Hero" đã được duy trì bởi DC và Marvel kể từ những năm 1960, bao gồm số seri nhãn hiệu Mỹ 72243225 và 73222079. Năm 2009, thuật ngữ "Super Heroes" đã được đăng ký là một nhãn hiệu Mỹ không phụ thuộc vào kiểu chữ cụ thể "mô tả" do DC và Marvel sở hữu chung. Cả DC Comics và Marvel Comics đã cố gắng bảo vệ quyền sở hữu của mình đối với các nhãn hiệu "Siêu anh hùng" trong các quốc gia mà các đăng ký này hiệu lực, bao gồm Hoa Kỳ, Vương quốc Anh và Australia, và bao gồm các sản phẩm và dịch vụ khác ngoài xuất bản truyện tranh.
Các nhà phê bình trong cộng đồng pháp lý tranh luận về việc nhãn hiệu "Super Hero" có đáp ứng tiêu chuẩn bảo vệ nhãn hiệu theo quy định pháp luật ở Hoa Kỳ: xác định độc đáo của một nguồn duy nhất của sản phẩm hoặc dịch vụ. Có tranh cãi về mỗi yếu tố trong tiêu chuẩn đó: xem xét liệu "Super Hero" có độc đáo hay không, liệu "Super Hero" chỉ định một nguồn gốc của các sản phẩm hoặc dịch vụ, và liệu DC và Marvel có đại diện cho một nguồn duy nhất hay không. Một số nhà phê bình còn cho rằng các nhãn hiệu này là sự lạm dụng pháp luật nhãn hiệu để ngăn chặn cạnh tranh. Cho đến nay, ngoại trừ một vụ kiện loại bỏ nhãn hiệu không thành công được đưa ra vào năm 2016 đối với đăng ký tại Vương quốc Anh của DC Comics và Marvel Comics, không có tranh chấp nào liên quan đến nhãn hiệu "Siêu anh hùng" đã từng được đưa ra xét xử hoặc phiên nghe.

## Siêu anh hùng thiểu số
Theo nguồn gốc của họ, siêu anh hùng thiểu số được coi là biểu tượng đại diện cho nhóm người anh hùng đại diện cho các nhóm thiểu số trong truyện tranh Mỹ. Trong những năm 1930, siêu anh hùng thường được miêu tả là nam và nữ trưởng thành thuộc tầng lớp trung lưu hoặc thượng lưu của người Mỹ trắng, có chiều cao trung bình, thể hình khỏe mạnh, giáo dục tốt, sức hấp dẫn ngoại hình và hoàn hảo về sức khỏe. Tuy nhiên, từ những năm 1960, với phong trào quyền công dân và sự quan tâm đối với đúng đắn chính trị vào những năm 1980, truyện tranh siêu anh hùng bắt đầu tập trung vào văn hóa, dân tộc, sắc tộc và ngôn ngữ của các nhóm thiểu số trong dân số Mỹ. Việc này bắt đầu từ việc miêu tả siêu anh hùng da đen trong những năm 1960 và tiếp theo là một số siêu anh hùng thuộc các dân tộc thiểu số khác nhau vào những năm 1970. Phù hợp với tâm trạng chính trị của thời đại, đa dạng văn hóa và sự bao dung trở thành một phần quan trọng của các nhóm siêu anh hùng bắt đầu từ những năm 1980. Trong những năm 1990, điều này được bổ sung thêm bởi sự miêu tả đầu tiên về siêu anh hùng là người đồng tính. Năm 2017, xuất hiện Sign Gene, nhóm siêu anh hùng đầu tiên có khả năng siêu năng lực thông qua việc sử dụng ngôn ngữ ký hiệu.

### Siêu anh hùng và nhân vật ác nữ
Siêu anh hùng và nhân vật ác nữ đã xuất hiện từ những năm đầu của truyện tranh từ thập kỷ 1940. Việc miêu tả phụ nữ trong truyện tranh đã được đặt câu hỏi trong thập kỷ qua sau sự bùng nổ của các nhân vật truyện tranh trong ngành công nghiệp phim ảnh (phim Marvel/DC). Phụ nữ được trình bày khác biệt so với đồng loại nam của họ, thường mặc những trang phục hở hang làm lộ hình thể và gợi cảm, thậm chí trưng bày da thịt nhiều trong một số trường hợp. Các nhân vật như Power Girl và Wonder Woman, Đọc truyện tranh Lưu trữ ngày 2 tháng 7 năm 2023 tại Wayback Machine được miêu tả mặc những bộ trang phục hở hang và làm lộ vòng một. Power Girl được miêu tả mặc một bộ đồ giống như bộ đồ tắm trong chương trình truyền hình Baywatch. Sự quyến rũ của phụ nữ trong truyện tranh có thể được giải thích chủ yếu bởi việc đa số những nhà văn đều là nam giới. Không chỉ nhà văn đa số là nam giới, mà khán giả cũng chủ yếu là nam giới. Do đó, nhà văn thiết kế nhân vật để thu hút chủ yếu là khán giả nam giới. Các nhân vật nữ trong truyện tranh được sử dụng để đáp ứng mong muốn của nam giới về phụ nữ "lý tưởng" (vòng eo nhỏ, vòng một to, cơ thể săn chắc, thể hình đẹp). Những nhân vật này có sức mạnh như các vị thần, nhưng đặc điểm dễ nhận biết nhất là hình thể quyến rũ với sự thiết kế để hấp dẫn tình dục cho khán giả nam giới heteronormative.
Nhân vật ác như Harley Quinn và Poison Ivy sử dụng sức quyến rũ của mình để lợi dụng các nạn nhân nam giới. Trong các phiên bản điện ảnh của những nhân vật này, sự quyến rũ và phương pháp quyến rũ được nhấn mạnh. Poison Ivy sử dụng sự quyến rũ thông qua chất độc để chiếm đoạt tâm trí của nạn nhân, như được thấy trong bộ phim năm 1997 Batman and Robin. Harley Quinn trong bộ phim Suicide Squad năm 2016 sử dụng sự quyến rũ của mình vào lợi ích cá nhân, hành động theo một cách gợi dục.
Thông qua những cơ thể phát triển quá mức của các siêu anh hùng hoặc những cử chỉ quyến rũ của những nhân vật ác, phụ nữ trong truyện tranh được sử dụng như là nhân dưới của các đồng nghiệp nam giới của họ, bất kể sức mạnh hay quyền lực của họ. Wonder Woman đã trải qua một lịch sử dài của việc bị trụ cột do sức mạnh và quyền lực của mình, bao gồm việc vấn đề về vở kịch truyền hình của Lynda Carter bị xóa bỏ trong văn hóa Mỹ. Trong bộ phim Wonder Woman năm 2017, cô có sức mạnh của một vị thần, nhưng vẫn bị hút hồn bởi một nhân vật nam yếu hơn, người là con người. Điều này có thể được giải thích bằng khái niệm xã hội học "xấu hổ nữ tính", nhấn mạnh tính nữ của một người phụ nữ để giải thích tại sao phụ nữ trong truyện tranh không được coi là ngang hàng với các nhân vật nam.
Tuy nhiên, đã có sự phản kháng và thay đổi trong việc miêu tả và hình ảnh của phụ nữ trong truyện tranh. Các tác giả và nghệ sĩ ngày nay đang tạo ra những nhân vật phụ nữ mạnh mẽ, có đa dạng và phong cách thiết kế trang phục hợp lý hơn. Một ví dụ nổi bật là phong cách thiết kế Hawkeye, một nhân vật nam trong truyện tranh Marvel, đã được tái thiết lập và trở thành biểu tượng cho sự phản kháng với việc miêu tả không tương xứng của phụ nữ trong truyện tranh. Meme "Strong Female Superhero Pose" đã truyền cảm hứng cho việc tái thiết lập nhân vật Hawkeye với những tư thế mạnh mẽ và thực tế hơn. Bằng cách nhấn mạnh những tư thế mạnh mẽ và thực tế của nhân vật nữ, meme này đã góp phần nâng cao nhận thức về việc miêu tả phụ nữ trong truyện tranh và thúc đẩy sự đa dạng và công bằng giới tính trong ngành công nghiệp truyện tranh.

### Các dân tộc và tôn giáo thiểu số
Năm 1966, Marvel giới thiệu nhân vật Black Panther, một vị vua người Châu Phi trở thành siêu anh hùng da đen đầu tiên không bị biểu cảm thành kiểu nhạo báng. Siêu anh hùng da đen đầu tiên, Falcon, ra mắt vào năm 1969 và ba năm sau đó, Luke Cage, một "siêu anh hùng cho thuê", trở thành siêu anh hùng da đen đầu tiên có series riêng của mình với Power Man và Iron Fist. Năm 1989, phiên bản Captain Marvel của Monica Rambeau là siêu anh hùng da đen nữ đầu tiên từ một nhà xuất bản lớn có series riêng trong một số đặc biệt. Năm 1971, Red Wolf trở thành người gốc da đỏ đầu tiên dẫn đầu một series trong truyền thống siêu anh hùng. Năm 1973, Shang-Chi trở thành siêu anh hùng người Á châu nổi bật đầu tiên xuất hiện trong truyện tranh Mỹ (Kato đã là một nhân vật phụ trong series phim truyền hình Green Hornet kể từ khi ra mắt vào những năm 1930.). Kitty Pryde, một thành viên của X-Men, là một siêu anh hùng người Do Thái mở lòng ra rõ ràng trong truyện tranh Mỹ từ những năm 1978.
Các công ty truyện tranh đang ở giai đoạn sớm của sự phát triển văn hóa và nhiều nhân vật này đã đáp ứng theo các kiểu rập khuôn cụ thể; Cage và nhiều nhân vật đương thời của anh thường sử dụng ngôn ngữ tương tự như các bộ phim Blaxploitation, người Mỹ gốc đỏ thường liên quan đến tôn giáo tà thần và các loài động vật hoang dã, và người Mỹ gốc Á thường được miêu tả như các võ sĩ kung fu Trung Quốc. Các siêu anh hùng thiểu số sau đó, chẳng hạn như Storm của X-Men và Cyborg của Teen Titans đã tránh những quy ước đó; họ đều là thành viên của các nhóm đa dạng và số lượng nhân vật đa dạng ngày càng gia tăng trong những năm sau đó. X-Men đặc biệt được tái khởi động vào năm 1975 với một đội hình được lựa chọn từ nhiều quốc gia, bao gồm Storm người Kenya, Nightcrawler người Đức, Colossus người Liên Xô/Nga, Banshee người Ireland và Sunfire người Nhật. Năm 1993, Milestone Comics, một công ty truyền thông/ xuất bản Mỹ gốc Phi đã ký kết hợp đồng xuất bản với DC Comics cho phép họ giới thiệu một dòng truyện tranh bao gồm các nhân vật thuộc nhiều dân tộc thiểu số. Thời gian tồn tại ban đầu của Milestone là bốn năm, trong đó họ giới thiệu Static, một nhân vật đã được chuyển thể thành bộ phim hoạt hình Static Shock trên mạng WB.
Ngoài việc tạo ra các siêu anh hùng thiểu số mới, các nhà xuất bản đã thay đổi sự danh tính và vai trò của những nhân vật da trắng thành các nhân vật mới có nguồn gốc thiểu số. John Stewart người Mỹ gốc Phi xuất hiện vào những năm 1970 như một phiên bản thay thế cho Green Lantern của Trái Đất Hal Jordan và từ những năm 1980 trở đi, anh trở thành thành viên thường xuyên của Green Lantern Corps. Các nhà tạo ra bộ phim hoạt hình Justice League thập kỷ 2000 đã chọn Stewart làm Green Lantern trong chương trình. Trong vũ trụ Marvel Ultimate, Miles Morales, một thanh niên gốc Puerto Rico và gốc Phi đã bị cắn bởi một con nhện có di truyền đã xuất hiện với tư cách là Spider-Man mới sau cái chết mất tích của Spider-Man gốc, Peter Parker. Kamala Khan, một thiếu nữ gốc Pakistan Mỹ có dòng máu Inhuman sau khi sức mạnh biến hình của cô xuất hiện, đã đảm nhận vai trò Ms. Marvel vào năm 2014 sau khi Carol Danvers trở thành Captain Marvel. Loạt truyện tranh tựa đề riêng của cô đã trở thành một hiện tượng văn hóa, được truyền thông rộng rãi bởi CNN, New York Times và The Colbert Report, và được các chiến dịch chống đối chủng tộc đối trái với Hồi giáo ở San Francisco dán đầy những tờ giấy có hình Kamala lên các quảng cáo xe buýt phân biệt chủng tộc. Những siêu anh hùng kế nhiệm màu sắc khác bao gồm James "Rhodey" Rhodes là Iron Man và trong một mức độ nhỏ hơn là Riri "Ironheart" Williams, Ryan Choi là The Atom, Jaime Reyes là Blue Beetle và Amadeus Cho là Hulk.
Một số nhân vật đã được thiết lập đã có sự thay đổi về dân tộc khi được chuyển thể vào một thực tại hoặc phương tiện truyền thông khác. Một ví dụ đáng chú ý là Nick Fury, người được tái hiện dưới hình dạng người Mỹ gốc Phi trong cả vũ trụ Marvel Ultimate và Marvel Cinematic Universe.

### Tình dục và định hướng giới tính
Năm 1992, Marvel tiết lộ rằng Northstar, một thành viên của nhóm siêu anh hùng chuyển động của Canada Alpha Flight, là đồng tính, sau nhiều năm chỉ bao hàm. Điều này kết thúc một sự chỉ đạo biên tập lâu dài rằng sẽ không có nhân vật đồng tính trong truyện tranh Marvel. Mặc dù một số nhân vật phụ nhỏ trong miniseries Watchmen của DC Comics thập kỷ 1980 dành cho đối tượng trưởng thành đã là người đồng tính, và tội phạm siêu việt tái cải tạo Pied Piper đã công khai đồng tính trước Wally West trong một số truyện The Flash vào năm 1991, Northstar được coi là siêu anh hùng đồng tính đầu tiên xuất hiện trong truyện tranh mainstream. Từ giữa những năm 2000 trở đi, nhiều nhân vật đã được thiết lập trong truyện tranh Marvel và DC (hoặc phiên bản biến thể của nhân vật hiện có) đã được tiết lộ hoặc giới thiệu lại với vai trò người LGBT bởi cả hai nhà xuất bản. Các ví dụ bao gồm phiên bản Mikaal Tomas của Starman vào năm 1998; Colossus trong series Ultimate X-Men; Renee Montoya trong series Gotham Central của DC vào năm 2003; phiên bản Kate Kane của Batwoman vào năm 2006; Rictor và Shatterstar trong một số truyện X-Factor vào năm 2009; Green Lantern đời Thanh niên thời kỳ hoàng kim Alan Scott được tái tưởng tượng như một người đồng tính công khai sau khi tái khởi động The New 52 vào năm 2011; và vào năm 2015, phiên bản Iceman trẻ tuổi bị lạc thời trong một số truyện All-New X-Men.
Kể từ đó, nhiều nhân vật đồng tính, song tính và chuyển giới đã xuất hiện trong truyện siêu anh hùng, chẳng hạn như Rainmaker của Gen¹³, Apollo và Midnighter của The Authority, và Wiccan và Hulkling của Young Avengers. Nhân vật chuyển giới hoặc biến đổi giới tính đáng chú ý ít hơn: alter ego của nữ siêu anh hùng Zsazsa Zaturnnah, một nhân vật tiêu biểu trong văn hóa phổ biến Philippines, là một người đàn ông gay giả dạng thành một siêu người phụ nữ sau khi ăn một viên đá ma thuật. Desire trong loạt truyện The Sandman của Neil Gaiman, Cloud trong Defenders và Xavin trong Runaways đều là những nhân vật có thể thay đổi giới tính của mình theo ý muốn. Alysia Yeoh, một nhân vật phụ được tạo ra bởi nhà văn Gail Simone cho series Batgirl được xuất bản bởi DC Comics, đã nhận được sự chú ý đáng kể từ truyền thông vào năm 2011 vì là nhân vật chuyển giới lớn đầu tiên được viết trong ngữ cảnh đương đại trong một truyện tranh Mỹ mainstream.
Loạt truyện Sailor Moon nổi tiếng với việc có một số lượng đáng kể nhân vật LGBT mở lời từ khi ra đời, vì Nhật Bản đã truyền thống mở hơn trong việc miêu tả đồng tính trong truyền thông dành cho trẻ em so với nhiều quốc gia ở phương Tây. Tuyệt đối những nhân vật được giới thiệu là đồng tính hoặc chuyển giới trong một thực tại có thể không được giới thiệu như vậy trong những thực tại khác, đặc biệt là các phiên bản lồng tiếng dành cho phát hành quốc tế.
Một bộ phim hoạt hình ngắn The Ambiguously Gay Duo chế nhạo siêu anh hùng truyện tranh và có sự tham gia của Ace và Gary (Stephen Colbert, Steve Carell). Nó bắt nguồn từ The Dana Carvey Show và sau đó chuyển đến Saturday Night Live.

### Ngôn ngữ thiểu số
Năm 2017, Pluin giới thiệu Sign Gene, một bộ phim về một nhóm siêu anh hùng điếc có sức mạnh phát sinh từ việc sử dụng ngôn ngữ ký hiệu. Bộ phim được sản xuất bởi và cùng với những người điếc và nói về văn hóa, lịch sử và ngôn ngữ của người điếc.